# Ostrov Uctívačů ginga: po stopách neznámých příběhů Rychlých šípů
Ostrov Uctívačů ginga: po stopách neznámých příběhů Rychlých šípů je první část trilogie Svatopluka Hrnčíře. Jedná se o příběh navazující na Foglarem vymyšlené Uctívače ginga. Hrnčíř rozvíjí příběh sdružení, které Foglar zmínil jen okrajově.

## Obsah knihy
Po spoustě let se tři kluci náhodou dostanou k nikdy nevydaným příběhům Rychlých šípů. Pátráním se dostanou k bývalému Uctívači Cyrilu Kaskovi a i díky němu zjistí, že existuje odkaz jednoho ze zakladatelů a vedoucích Uctívačů, Jakuba Struny. Později zjistí, že i dědeček jednoho z hochů je bývalým Uctívačem. Příběh se částečně dotýká Foglarových Stínadel, ale tato Stínadla mají jmenovce mimo Prahu, kdesi v Podkrkonoší, kde se odehrává i většina děje. V těchto Stínadlech, je ukryt "ostrov Chu" a na něm rovněž roste posvátné gingo. Dalším pátráním sledujícím staré značky kdysi vytvořené Jakubem Strunou, se kluci doberou k tomu, že na ostrově Chu může být ukryto něco velmi cenného pro Uctívače.